# Vicia iberica
Vicia iberica är en ärtväxtart som beskrevs av Aleksandr Alfonsovitj Grossgejm. Vicia iberica ingår i släktet vickrar, och familjen ärtväxter. Inga underarter finns listade i Catalogue of Life.